# 海湾乡
海湾乡，是中华人民共和国四川省凉山彝族自治州雷波县曾经下辖的一个乡。2020年6月，撤销海湾乡，原海湾乡所属行政区域划归锦城镇管辖。

## 行政区划
海湾乡撤销前下辖以下地区：
米田村、白龙村、麻柳村、深堰村、海湾村、柏杨村和青沟村。